# Eckhart Gillen

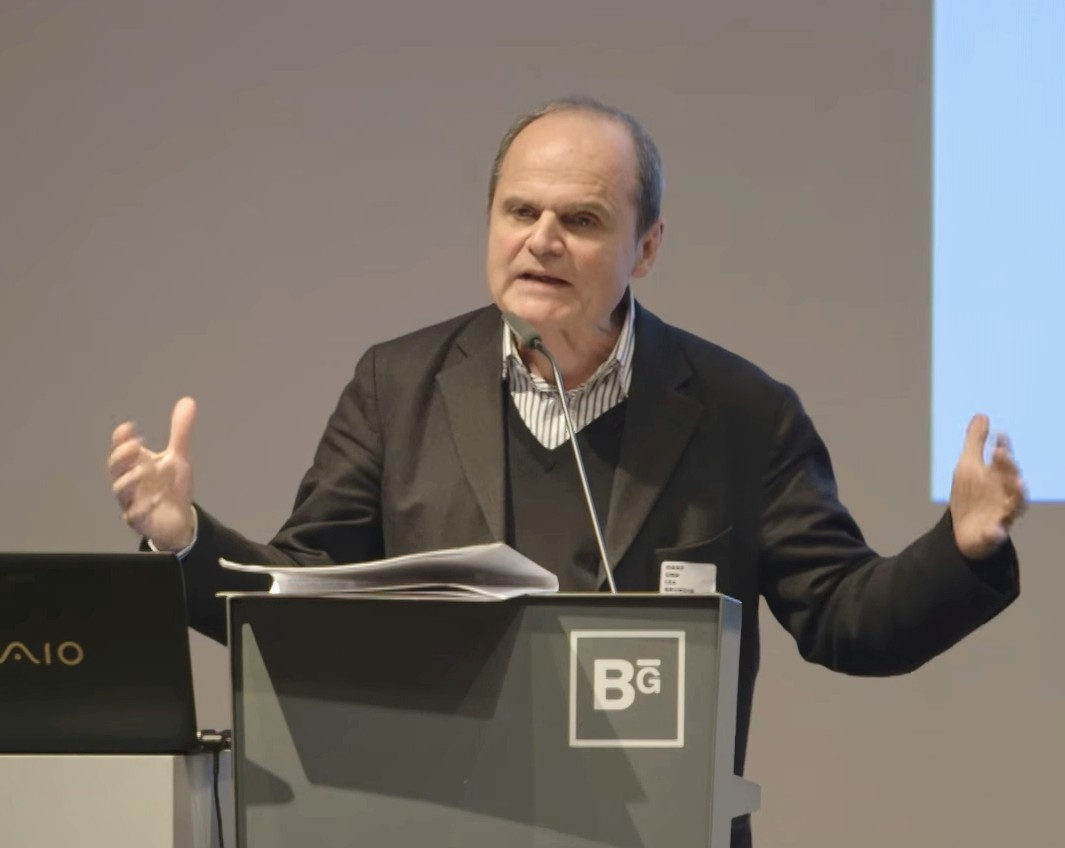
Eckhart Gillen, 2015

Eckhart Johannes Gillen (* 1947 in Karlsruhe) ist ein deutscher Kunsthistoriker und Kurator. Sein Arbeitsschwerpunkt ist die Bildende Kunst Osteuropas und insbesondere Ostdeutschlands nach dem Zweiten Weltkrieg.

## Leben und Wirken
Eckhart Gillen ist ein Sohn des Kunsthistorikers  Otto Gillen und dessen Frau Elisabeth geb. May. Er studierte von 1966 bis 1972 Kunstgeschichte, Germanistik und Soziologie an der Ruprecht-Karls-Universität Heidelberg. Ab Mitte der 1970er Jahre begann er mit der aktiven Beschäftigung mit der Kunst. So stellte er 1975 für die Neue Gesellschaft für bildende Kunst in Berlin Werke von Malern aus Köln vor. Weitere von ihm kuratierte Ausstellungen zur Kunst des 20. Jahrhunderts waren unter anderem „Zwischen Revolutionskunst und Sozialistischem Realismus. Kunstdebatten in der Sowjetunion von 1917 bis 1934“ (1979, mit Hubertus Gaßner), „Kunstdokumentation SBZ/DDR 1945–1990“ (1996 in Köln), „Deutschlandbilder – Kunst aus einem geteilten Land“ (1997/1998 im Berliner Martin-Gropius-Bau), „Wahnzimmer Deutschland“ (2002 in Leipzig, mit Eugen Blume) und „Das Kunstkombinat DDR. Zäsuren einer gescheiterten Kunstpolitik“ (2005 in Köln) und „Kunst und Kalter Krieg. Deutsche Positionen 1945–1989“ im Germanischen Nationalmuseum Nürnberg und Deutschen Historischen Museum Berlin (2009).
In der zweiten Hälfte der 1980er Jahre gab er gemeinsam mit Wolfgang Dreßen und Siegfried Radlach die Zeitschrift Niemandsland. Zeitschrift zwischen den Kulturen heraus.
Im Jahr 2002 wurde Eckhart Gillen an der Universität Heidelberg mit der Arbeit Schwierigkeiten beim Suchen der Wahrheit mit dem Untertitel Bernhard Heisig im Konflikt zwischen „verordnetem Antifaschismus“ und der Auseinandersetzung mit seinem Kriegstrauma. Eine Studie zur Problematik der antifaschistischen und sozialistischen Kunst der SBZ, DDR 1945–1989 zum Dr. phil. promoviert.
Eckhart Gillen ist Mitglied der Internationalen Assoziation der Kunstkritiker (AICA) und des Verbandes Deutscher Kunsthistoriker. Er arbeitet als Wissenschaftlicher Mitarbeiter bei Kulturprojekte Berlin. Seit 2013 ist er Mitglied des Beirats der Kunststiftung Poll, Berlin.
Er ist verheiratet und lebt mit seiner Frau Inge Maria in Berlin.

## Auszeichnungen
- 2003: Bürgerpreis zur Deutschen Einheit der Bundeszentrale für politische Bildung[2]
- 2021: Bundesverdienstkreuz am Bande[3]

## Schriften
- mit Hubertus Gaßner (Hrsg.): Kultur und Kunst in der DDR seit 1970. Anabas, Lahn-Gießen 1977, ISBN 3-87038-045-4.
- mit Hubertus Gaßner: Zwischen Revolutionskunst und Sozialistischem Realismus. Dokumente und Kommentare, Kunstdebatten in der Sowjetunion von 1917–1934. DuMont, Köln 1979, ISBN 3-7701-1116-8.
- mit Jochen Boberg, Tilman Fichter (Hrsg.): Exerzierfeld der Moderne – Industriekultur in Berlin im 19. Jahrhundert., Beck, München 1984, ISBN 3-406-30201-7.
- mit Jochen Boberg, Tilman Fichter (Hrsg.): Die Metropole – Industriekultur in Berlin im 20. Jahrhundert. Beck, München 1986, ISBN 3-406-30202-5.
- (Red.): Sammlung Berlinische Galerie. Kunst in Berlin von 1870 bis heute. Argon, Berlin 1986, ISBN 3-87024-101-2.
- (Hrsg.) Zone 5.Kunst in der Viersektorenstadt 1945–1951 Berlinische Galerie. Nishen, Berlin 1989, ISBN 3-88940-113-9.
- mit Rainer Haarmann (Hrsg.): Kunst in der DDR. Kiepenheuer und Witsch, Köln 1990, ISBN 3-462-02068-4.
- Hans-Werner Schmidt (Hrsg.): InterZonale 1945. Texte von Eckhart Gillen und Antje von Graevenitz. Kunsthalle, Kiel 1995, ISBN 3-923701-69-1.
- mit Günter Feist, Beatrice Vierneisel: Kunstdokumentation SBZ/DDR 1945–1990. DuMont, Köln 1996, ISBN 3-7701-3846-5.
- (Hrsg.): Deutschlandbilder. Katalog zur zentralen Ausstellung der 47. Berliner Festwochen im Martin-Gropius-Bau, 7. September 1997 bis 11. Januar 1998. DuMont, Köln 1997, ISBN 3-7701-3869-4.
- Das Kunstkombinat DDR. Zäsuren einer gescheiterten Kunstpolitik. Hrsg.: Museumspädagogischer Dienst Berlin und Bundeszentrale für Politische Bildung. DuMont, Köln 2005, ISBN 3-8321-7558-X.
- (Hrsg.): Bernhard Heisig, die Wut der Bilder. Anlässlich der Ausstellung im Museum der bildenden Künste Leipzig, 20. März – 29. Mai 2005. DuMont, Köln 2005, ISBN 3-8321-7556-3.
- (Hrsg.): Meer, Strand und Himmel als Sehnsuchtsziel und Zufluchtsort der Künstler seit Edvard Munch. Anläßlich der 15. Landesweiten Kunstschau 2005 des Künstlerbundes Mecklenburg und Vorpommern im Mecklenburgischen Künstlerhaus Schloss Plüschow, 23. Juli bis 11. September 2005. Hinstorff, Rostock 2005, ISBN 3-356-01111-1.
- Feindliche Brüder? Der Kalte Krieg und die deutsche Kunst 1945–1990. Nicolaische Verlagsbuchhandlung, Berlin 2009, ISBN 978-3-89479-565-8.
- (Hrsg.): Großgörschen 35. Aufbruch zur Kunststadt Berlin 1964. Ausstellungskatalog mit Texten von Barbara Esch Marowski, Lothar C. Poll, Eckhard J. Gillen. Haus am Kleistpark in Kooperation mit der Kunststiftung Poll, Berlin 2014.
- mit Andreas Beitin (Hrsg.): Flashes of the Future. Die Kunst der 68er oder Die Macht der Ohnmächtigen. Bundeszentrale für politische Bildung, Bonn 2018, ISBN 978-3-8389-7172-8.